# Silver Hawk Motors

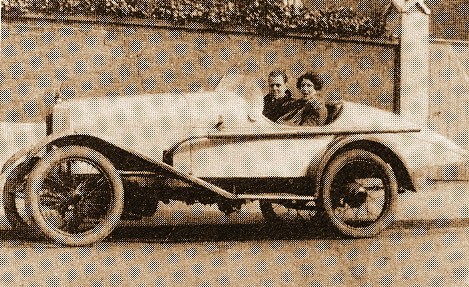
Silver Hawk 10/35 hp (1921)

Silver Hawk Motors war ein britischer Automobilhersteller, der zwischen 1920 und 1921 in Cobham (Surrey) ansässig war.
Das einzige Modell, der 10/35 hp, war ein zweisitziger Sport-Roadster. Er war mit einem seitengesteuerten Vierzylinder-Reihenmotor ausgestattet, der 1,4 oder 1,5 l Hubraum aufwies. Das Fahrgestell des 3867 mm langen Wagens besaß 2210 mm Radstand und eine Spurweite von 1105 mm.
Sportwagen waren aber in der Zeit unmittelbar nach dem Ersten Weltkrieg weniger gefragt als billige, konventionelle Automobile. Daher überlebte der Silver Hawk nicht lange.

## Modelle
| Modell   | Bauzeitraum | Zylinder | Hubraum       | Radstand |
| -------- | ----------- | -------- | ------------- | -------- |
| 10/35 hp | 1920–1921   | 4 Reihe  | 1373–1498 cm³ | 2210 mm  |

## Quelle
- David Culshaw, Peter Horrobin: The Complete Catalogue of British Cars 1895–1975. Veloce Publishing plc., Dorchester 1999, ISBN 1-874105-93-6.